# Annalisa Corrado
Annalisa Corrado (nascida a 8 de Setembro de 1973) é uma política italiana do Partido Democrata que foi eleita membro do Parlamento Europeu em 2024. Anteriormente foi co-porta-voz da Itália Verde.

## Juventude e carreira
Corrada nasceu em Civitavecchia em 1973. Formou-se na Universidade Sapienza de Roma com um diploma em engenharia mecânica e um doutorado em energia, e mais tarde trabalhou no Ministério do Meio Ambiente. Nas eleições para o Parlamento Europeu de 2019, foi a principal candidata da Europa Verde no círculo eleitoral da Itália Central.